# Oscar Lewis
Oscar Lewis (1914-1970) est un anthropologue américain. On lui doit notamment le concept de « culture de la pauvreté ». Selon lui, être pauvre c'est appartenir à cette culture de la pauvreté, caractérisée notamment par l'absence d'espoir d'ascension sociale.

## Publications
- Village Life in Northern India : Studies in a Delhi village (avec Victor Barnouw). Urbana : University of Illinois Press, 1958[1].
- Five families: Mexican case studies in the culture of poverty. New York : Basic Books, 1959.
- Tepoztlán, Village in Mexico. 1960.
- The children of Sánchez: Autobiography of a Mexican family. New York : Random House, 1961 (Les Enfants de Sanchez. Autobiographie d'une famille mexicaine, Gallimard, 1978).
- Pedro Martinez: A Mexican peasant and his family. New York : Random House, 1964.
- La vida: A Puerto Rican family in the culture of poverty. San Juan and New York. New York : Random House, 1966. (La vida : une famille porto-ricaine dans une culture de pauvreté : San Juan et New York, Gallimard, 1983).
- A death in the Sánchez family, 1969 (Une mort dans la famille Sánchez, Gallimard, 1973).
- Anthropological essays. New York : Random House, 1970.